# Drmno
Drmno (cyr. Дрмно) – wieś w Serbii, w okręgu braniczewskim, w mieście Požarevac. W 2011 roku liczyła 894 mieszkańców.